# Seguenzia certoma
Seguenzia certoma är en snäckart som beskrevs av Dall 1919. Seguenzia certoma ingår i släktet Seguenzia och familjen Seguenziidae. Inga underarter finns listade i Catalogue of Life.